# فیلم ترسناک (فیلم)
فیلم ترسناک (به انگلیسی: Scary Movie) فیلمی آمریکایی در ژانر کمدی سیاه و نقیضه محصول سال ۲۰۰۰ به کارگردانی کینن آیوری وینز است که توسط مارلون و شان وینز (که هر دو در آن بازی نیز می‌کنند) به همراه بادی جانسون، فیل بیومن، جیسون فریدبرگ و آرون سلتزر نوشته شده است. این فیلم با فیلمنامه‌ای منسجم (که مهم‌ترین عامل موفقیت آن است) و با فیلم‌های مطرح ترسناک در دهه ۹۰ شوخی کرده است. فیلم‌های اصلی که مورد شوخی قرار گرفتند، سه‌گانه جیغ و می‌دانم تابستان پیش چه کردی است، و اما نشان‌هایی از فیلم‌های جمعه سیزدهم، جن‌گیر، درخشش، ماتریکس، پروژه جادوگر بلر، حس ششم، مظنونین همیشگی و بافی قاتل خون‌آشام‌ها در این فیلم دیده می‌شود. موضوع اصلی فیلم در مورد چند جوان دانشجو است که در تفریحی شبانه با یک پیر مرد تصادف می‌کنند و او را در اسکله به آب می‌اندازند. اما پس از یک سال و ظهور قاتل زنجیره‌ای، تک تک آن‌ها به قتل می‌رسند. از داستان فیلم می‌توان به روشنی دریافت که فیلمنامه بر اساس فیلم‌های ذکر شده نوشته شده است.
نام این فیلم از عنوان فرعی فیلم جیغ گرفته شد که یکی از فیلم‌های اصلی نقیضه شده است. پس از استقبال گسترده از این فیلم، قسمت‌های دوم، سوم، چهارم و پنجم آن هم ساخته شد که گرچه همگی از آثار درخشان نقیضه بودند، اما هیچ‌کدام درخشش فیلم اول را نداشتند.

## داستان
شخصیت اصلی فیلم دختر جوانی به نام سیندی کمپل است. یک شب هنگامی که او با دوست‌پسرش، بابی و دوستانش برندا، و دوست پسرش ری (Ray) و گرگ (Greg) (و دوست دخترش بافی) با اتومبیل بابی در حال تفریح هستند ناخواسته با یک پیرمرد تصادف می‌کنند. آن‌ها تصمیم می‌گیرند او را در بارانداز به آب بیندازند و قسم می‌خورند که با کسی در مورد آن صحبت نکنند.
یک سال بعد، در شب هالووین یک دختر ۱۸ ساله به نام درو دکر توسط قاتل شبح نما به قتل می‌رسد. فردای آن روز وقتی تیم خبری برای تحقیق در مورد قتل به مدرسه آمده‌اند، سیندی با دوستانش ملاقات می‌کند و یادآور می‌شود که این قتل دقیقاً یک سال پس از ماجرای کشته شدن پیرمرد رخ داده است. همان روز یک نامه از طرف شخصی ناشناس دریافت می‌کنند که به آن‌ها اعلام می‌کند که از قتل پیرمرد اطلاع دارد.
پس از دریافت نامه، قاتل در صدد بر می‌آید که سیندی و دوستانش را نیز به قتل برساند. قاتل شروع به کشتن دوستان سیندی می‌کند تا اینکه نوبت به خود وی می‌رسد. محلی که قاتل تصمیم می‌گیرد سیدنی را بکشد در سالن سینما است. سیدنی زمانی متوجه قاتل می‌شود که …

## نکات
- در پوستر فیلم (به طعنه از فیلم‌های ژانر وحشت که دنباله‌دار می‌شوند) آمده است که «دنباله‌ای نخواهد بود.» اما در پوستر اسکری مووی ۲ جمله «ما دروغ گفتیم» درج بسته است.

## دنباله‌ها
- فیلم ترسناک ۲
- فیلم ترسناک ۳
- فیلم ترسناک ۴
- فیلم ترسناک ۵